# Espoey
Espoey es una comuna francesa de la región de Aquitania en el departamento de Pirineos Atlánticos.
El topónimo Espoey fue mencionado por primera vez en el año 1062 con el nombre de Espuei.

## Demografía
| 767 | 632 | 758 | 803 | 960 | 883 | 1 016 | 1 026 | 1 031 | 957 | 964 | 893 | 856 | 852 | 840 | 810 | 768 | 777 | 741 | 699 | 626 | 605 | 575 | 611 | 533 | 538 | 554 | 591 | 556 | 642 | 677 | 824 | 894 |
| Para los censos de 1962 a 1999 la población legal corresponde a la población sin duplicidades (Fuente: INSEE [Consultar]) |     |     |     |     |     |       |       |       |     |     |     |     |     |     |     |     |     |     |     |     |     |     |     |     |     |     |     |     |     |     |     |     |